# Louis de Silvestre
Pour les articles homonymes, voir Silvestre.
Louis de Silvestre est un peintre d’histoire et portraitiste français, né le 23 juin 1675 à Sceaux, mort à Paris aux galeries du Louvre le 10 avril 1760 et inhumé le 12 avril 1760 en l'église Saint-Germain-l'Auxerrois.

## Biographie
Troisième fils du graveur Israël Silvestre et d'Henriette Sélincart, Louis de Silvestre appartient à une famille dont les membres se transmirent le titre de maîtres de dessin des enfants de France. Charles Le Brun et Bon Boullogne avaient déjà fait un bon peintre de Louis, lorsqu’il part, afin d’y terminer ses études, pour Rome, où il est très bien accueilli par Carlo Maratta, dont la manière a eu beaucoup d’influence sur Silvestre, qui, à partir de ce moment, s’adonne exclusivement au style italien.
Après son retour à Paris, Silvestre entre à l’Académie royale, en 1702, et est nommé professeur en 1706. Les principales œuvres qu’il exécute à cette époque sont : Saint Pierre guérissant le paralytique à la porte du temple, may de Notre-Dame de Paris de 1703, et le Portrait de Louis XV, peint en 1715.
Le prince électoral de Saxe, ensuite roi de Pologne, étant venu en France, le rencontre et lui propose de passer en Saxe, au service du roi Auguste II, son père. Silvestre accepte l’offre, obtient de Louis XV, le 23 avril 1716, d’aller à la cour du roi de Pologne, et part pour Dresde, où il est déjà en 1718. Auguste II et Auguste III, électeurs de Saxe et rois de Pologne, sont très admirateurs du talent de leur premier peintre et lui prodiguèrent, dans l’espace de trente ans, tous les honneurs : il est nommé premier peintre de la cour, puis directeur de l’Académie de Dresde, en 1727. En 1741, Auguste III anoblit Louis de Silvestre et étend même cette faveur à son neveu Nicolas Charles de Silvestre (1699–1767),, maître à dessiner en titre du Dauphin et des Enfants de France.
Pendant ce temps, Silvestre exécute soit à Dresde, soit à Varsovie, de nombreux ouvrages, à fresque ou à l’huile, travaux auxquels un grand atelier et sa femme, Marie-Catherine Hérault, prennent part. Il exécute les portraits du roi et de la reine, ainsi que ceux d’une foule de grands personnages. Il peint des œuvres importantes dans le château de la Résidence de Dresde, par exemple des sujets tirés du Nouveau et Ancien Testament ou des Métamorphoses d’Ovide, un plafond dans les chambres de parade du château de la Résidence de Dresde et plusieurs autres plafonds dans le  Zwinger.
Durant son séjour à la cour de Dresde, Louis de Silvestre est estimé tant pour ses talents que pour sa personnalité, et il se fait des amis distingués. Le grand nombre d’ouvrages qu'il produit, les libéralités de ses maîtres lui assurent une fortune considérable, et, lorsqu’il se voit en état de vivre sans le secours de son travail, il demande sa retraite, et, l’ayant obtenue, revient en France. En 1752, il est nommé directeur de l’Académie de Paris. Il meurt au palais du Louvre.

« Quant à l’art, dit Mariette, ce n’étoit pas un peintre sans mérite ; mais sa manière n’avoit rien de neuf ni de trop piquant ; on ne voyoit guère en lui qu’un bon disciple de Bon Boulogne. »

Silvestre a formé en Saxe plusieurs élèves, entre autres Johann Eleazar Schenau, peintre, qui devint plus tard directeur de l’Académie et directeur de la manufacture de porcelaine de Meissen.

## Œuvres

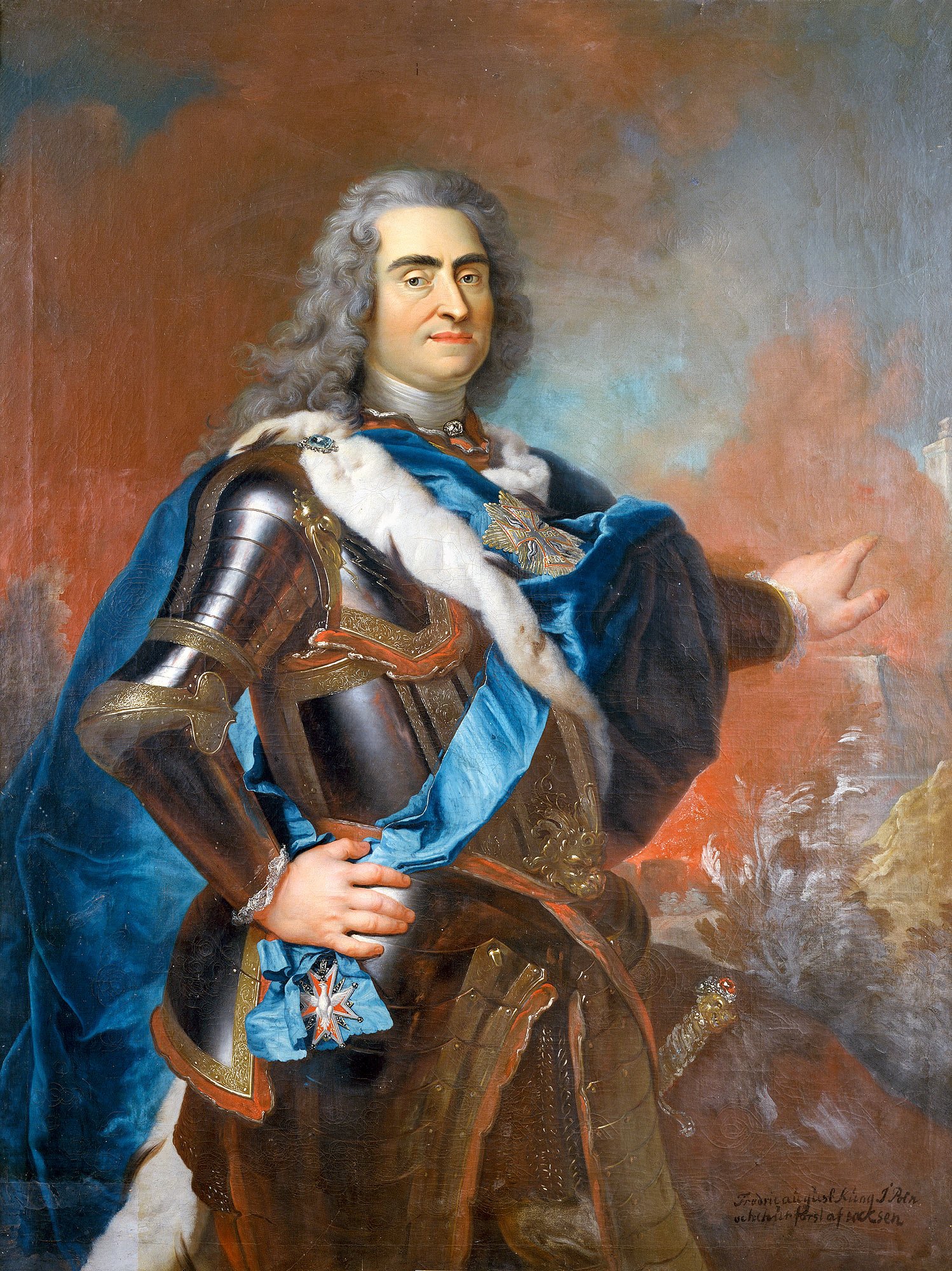
Portrait d'Auguste II dit le Fort, Nationalmuseum, Stockholm.

- Musée des Beaux-Arts d'Arras : Saint Pierre guérissant le paralytique à la porte du temple, may de Notre-Dame de Paris de 1703.
- Musée du Louvre, Paris :
  - Arion jouant de la lyre ;
  - Saint Benoit ressuscite un enfant ;
  - L’Entrevue de Neuhaus.
- Musée national des châteaux de Versailles et de Trianon :
  - La Cène (1710 pour la Chapelle royale) ;
  - Louis XIV reçoit à Fontainebleau le prince électeur de Saxe. 27 septembre 1714.
- Saint Joseph et l'enfant Jésus (1749 pour Marie-Josèphe de Saxe)[6]
- La Mort d’Adonis, Dijon, musée Magnin
- La Toilette de Psyché, château de Versailles[6]
- Entrevue de l’impératrice Amélie, veuve de l’empereur Joseph Ier, avec son gendre Auguste III, roi de Pologne, et sa famille, à Neuhaus, en Bohême, le 24 mai 1737, avec une infinité de portraits de personnages du temps, détruit.
- Vertumne et Pomone, château de la Résidence de Dresde
- Galerie de Dresde :
  - Portrait de la femme d’Auguste III, en princesse électorale ;
  - Hercule poursuit Nessus, qui s’enfuit avec Déjanire ;
  - Auguste II, roi de Pologne, donnant la main à Frédéric-Guillaume Ier ;
  - Portrait de Georges, fils de la princesse Lubomirska, plus tard princesse de Teschen, appelé le chevalier de Saxe ;
  - Portrait du comte Kosel, fils de la baronne de Hoymb. Gravé par Tardieu ;
  - Portrait du comte Rudoffsky, général en chef de l’armée saxonne ;
  - Portrait du général comté Gastelli ;
  - Portrait d’Antoine Rosdraziewsky, référendaire de la couronne de Pologne, fragment ;
  - Portrait du général comte de Kœnigseck ;
  - Portrait d’Auguste II, roi de Pologne ;
  - Le même à cheval ;
  - Portrait d’Auguste III, roi de Pologne.
- Portrait d’Auguste III, roi de Pologne, palais royal de Varsovie.
- Galerie de M. Von Marrées, Berlin :
  - Portrait de Marie-Josèphe, femme du roi de Pologne Auguste II, figure jusqu’aux genoux, gravé par Schmidt ;
  - Un cavalier de la cour d’Auguste II, en masque avec une cornemuse (probablement un comte de Lynar).
- Musée de l’Ermitage, Saint-Pétersbourg :
  - Allégorie sur l’éducation d’un prince de Saxe ;
  - Allégorie sur la naissance d’un prince de la maison de Saxe.
- Musée des beaux-arts de Brest[7] : Moïse sauvé des eaux, 1708, huile sur toile, 148 x 111 cm.